# Lipari, Italien
Lipari är en ort på ön Lipari och kommun för Eoliska öarna förutom ön Salina i storstadsregionen Messina, innan 2015 i provinsen Messina, i regionen Sicilien i sydvästra Italien. Kommunen hade 12 819 invånare (2017).